# Chenini
Chenini (em árabe: شنني) é uma aldeia troglodita berbere do sul da Tunísia, situada a 18 km de Tataouine, no planalto do Dahar.
Segundo Santo Agostinho, o nome do local, originalmente Kenini, tem origem em Canaã. No patoá (dialeto local) de Tataouine, o verbo chenna significa misturar. No entanto, não há provas que essa seja a origem etimológica do topónimo.

## Geografia
A localidade ocupa duas colinas em anfiteatro e é dominada por um alcácer (ksar) ou alcala (kalâa), empoleirado sobre uma elevação de cerca de 500 metros de altitude, de onde a vista se estende sobre dezenas de quilómetros de deserto. O alcácer acumula as funções de armazém de reservas alimentares com a de local de refúgio das pessoas em caso de ataque. Como os alcáceres de Duirete ou Guermessa, permitiu aos berberes sobreviverem a sucessivas invasões, como as dos Banu Hilal no século XI, estabelecendo relações de clientela e de proteção com as tribos árabes invasoras. O minarete branco da mesquita, situada num dos pontos mais altos da aldeia, servia outrora de ponto de referência para as caravanas.
Quando o risco de invasão e pilhagem diminuiu e com a sedentarização dos berberes, a aldeia começou a desenvolver-se nas encostas do monte do alcácer e para o vale. Desde os anos 1960 que muito pouca gente vive na aldeia, pois o governo tunisino construiu uma nova aldeia situada na base dos montes, a poucos quilómetros da antiga e instigou os habitantes a mudarem-se para lá.
A povoação é muito visitada por turistas, fazendo parte de muitos circuitos do sul tunisino. Chenini deu nome a uma das luas do planeta de Luke Skywalker na saga cinematográfica Star Wars e alegadamente foram filmadas algumas cenas dessa série de filmes na região.